# 三里木駅
三里木駅（さんりぎえき）は、熊本県菊池郡菊陽町大字津久礼にある、九州旅客鉄道（JR九州）豊肥本線の駅である。

## 歴史
- 1914年（大正3年）6月21日：鉄道院（後に日本国有鉄道）宮地軽便線の開通に伴い開業[3][4]。
- 1928年（昭和3年）12月2日：路線名改称に伴い、豊肥本線の駅となる[3]。
- 1962年（昭和37年）10月1日：貨物取扱廃止[4]。
- 1983年（昭和58年）11月30日：列車集中制御装置導入により無人化[5]。荷物扱い廃止[6]。
- 1987年（昭和62年）4月1日：国鉄分割民営化により九州旅客鉄道が継承[3][4]。
- 1999年（平成11年）10月1日：駅周辺の人口増加による利用者増加に対応するため、社員を再配置。
- 2001年（平成13年）10月28日：駅舎を全面改装（ホームも一部改装）[1]。駐輪場、菊陽町の情報プラザも設置された[1]。
- 2012年（平成24年）12月1日：交通系ICカードSUGOCA導入[7]。
- 2021年（令和3年）3月12日：業務運営の効率化を図るため切符の販売窓口を廃止[8]。
- 2023年（令和5年）10月1日：JR九州サービスサポートによる業務委託駅から[9]九州旅客鉄道本体による直営駅へと変更される[10]。

## 駅構造
島式ホーム1面2線を有する地上駅。駅裏とは自由通路で結ばれている。
JR九州本体による直営駅であり、きっぷうりばが設置されている。

### のりば
| のりば | 路線      | 方向 | 行先               |
| ------ | --------- | ---- | ------------------ |
| 1      | ■豊肥本線 | 上り | 新水前寺・熊本方面 |
| 2      | ■豊肥本線 | 下り | 肥後大津・阿蘇方面 |

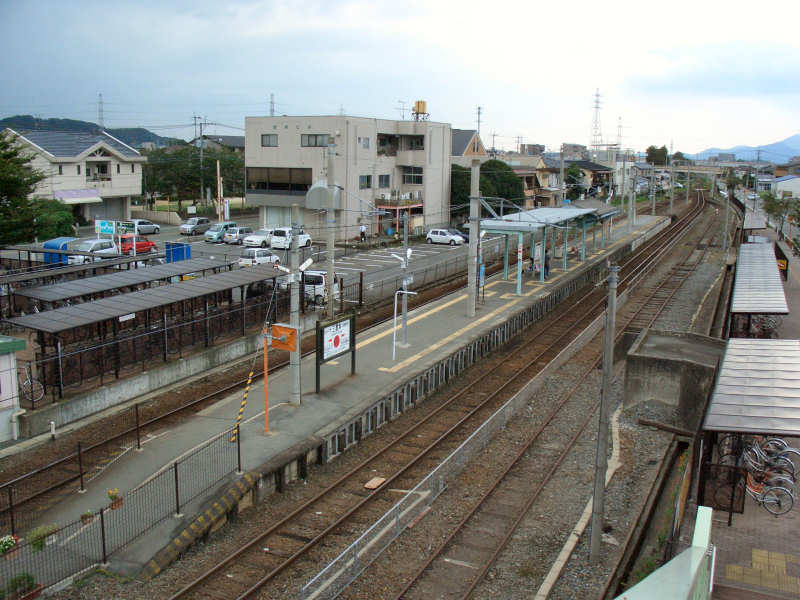
ホーム（2006年9月）
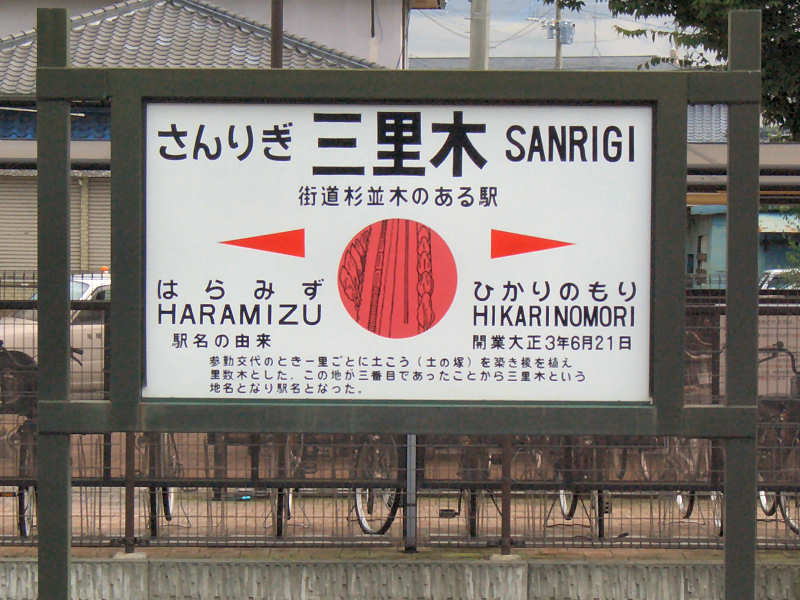
駅名標（2006年9月）

## 利用状況
2023年度の1日平均乗車人員は694人である。
| 年度   | 1日平均 乗車人員 | 増加率 |
| ------ | ---------------- | ------ |
| 2016年 | 542              |        |
| 2017年 | 593              | 9.4%   |
| 2018年 | 597              | 0.7%   |
| 2019年 | 580              | -2.9%  |
| 2020年 | 419              | -27.8% |
| 2021年 | 481              | 14.8%  |
| 2022年 | 579              | 20.4%  |
| 2023年 | 694              | 19.9%  |

## 駅周辺
周辺は住宅街であるが、少し離れると田畑が広がっている。また大規模、中規模な工場も点在する。
- 三里木簡易郵便局
- 総合交流施設さんふれあ
- 菊陽杉並木公園
- 熊本銀行菊陽支店
- 東京エレクトロン熊本工場
- 富士フイルム九州工場（富士フイルム九州）
- 九州産交バス光の森営業所
- 菊陽町立菊陽西小学校
- サンリーカリーノ菊陽
- 阿蘇製薬
- ハンズマン菊陽店
- 国道57号

## バス路線
駅前の県道（旧・57号）上に「三里木」バス停が設置されており、以下の路線バスが運行されている。
- この項目では「三里木」バス停留所の発着便を表記。なお、「桜町バスターミナル」は「桜町BT」に省略。

| 運行事業者                                  | 運行系統   | 行先 | 備考                               |
| ------------------------------------------- | ---------- | --- | ---------------------------------- |
| 駅舎側（大津 / 菊陽町役場方面）             |            | |                                    |
| 産交バス                                    | E3-4       | 光の森産交 |                                    |
| 産交バス                                    | E3-5       | 大津産交（原水駅前、大津駅前、大津町運動公園入口経由）吹田団地（原水駅前、大津駅前、大津町運動公園入口、吹田団地入口経由） | 大津方面は午後からの運行（本数少） |
| 菊陽町巡回バス キャロッピー号               | 中央循環線 | 左回り（東ヶ丘団地、カリーノ菊陽、津久礼ヶ丘、菊陽町役場方面）                                                             | 土曜日のみ運休。                   |
| 反対側（熊本市街 / 光の森・さんふれあ方面） |            | |                                    |
| 産交バス                                    | E3-4・E3-5 | 桜町BT（二里木・竜田口駅前・子飼橋・水道町経由）                                                                           |                                    |
| 菊陽町巡回バス キャロッピー号               | 中央循環線 | 右回り（東ヶ丘団地、ゆめタウン光の森、菊陽町図書館方面）                                                                   | 土曜日のみ運休。                   |

過去
- 2002年から駅前ロータリーから免許センターへのピストン輸送便が設定されていたが2012年4月に隣の光の森駅に変更した（2015年3月、路線自体が廃止した）。
- 電鉄バスも交通センター（現・桜町BT）から産交バスと同じ経路で着き、三里木から竹迫・高江を経て泗水（孔子公園）を結ぶ運行便があったが2008年10月で運行を休止（2009年3月、正式に路線廃止）した。

## 隣の駅
九州旅客鉄道（JR九州）
■豊肥本線
原水駅 - 三里木駅 - 光の森駅